# 于塞勒 (阿尔代什省)
于塞勒（法語：Ucel，法語發音：[ysɛl]）是法国阿尔代什省的一个市镇，属于拉让蒂耶尔区。

## 地理
于塞勒（44°37'36"N, 4°23'45"E）面积5.54 平方千米，位于法国奥弗涅-罗讷-阿尔卑斯大区阿尔代什省，该省份为法国东南部内陆省份，北起顺时针与卢瓦尔省、伊泽尔省、德龙省、沃克吕兹省、加尔省、洛泽尔省和上盧瓦爾省接壤。
与于塞勒接壤的市镇（或旧市镇、城区）包括：欧布纳、拉贝居德、圣于连迪塞尔、圣普里瓦、瓦尔斯莱班。

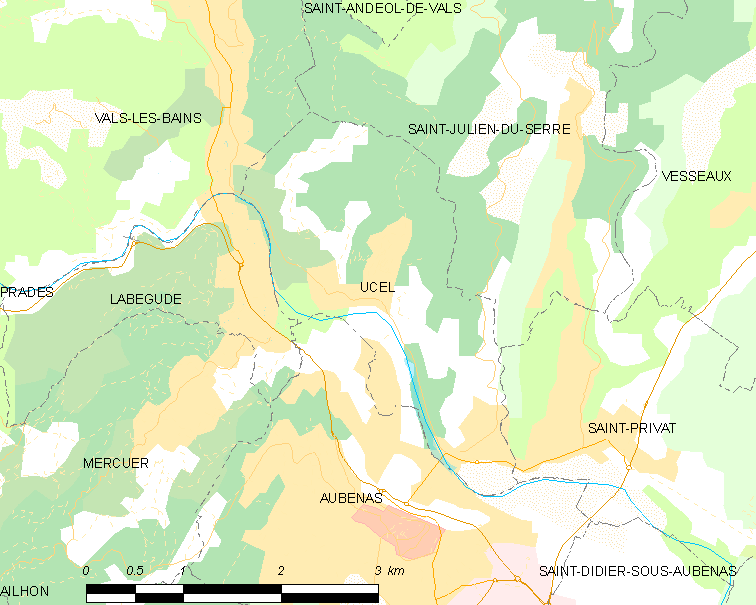
的OSM定位图

于塞勒的时区为UTC+01:00、UTC+02:00（夏令时）。

## 行政
于塞勒的邮政编码为07200，INSEE市镇编码为07325。

## 政治
于塞勒所属的省级选区为欧布纳第一县。

## 人口

1962-2008年间人口变化图示

于塞勒于2022年1月1日时的人口数量为2031人。